# Priwołżskij (obwód twerski)
Priwołżskij (ros. Приволжский) – osiedle w Rosji, w obwodzie twerskim, w rejonie kimrskim. W 2010 liczyło 722 mieszkańców.